# Унія (спілка)
«Унія» (Unio) — видавнича спілка на Закарпатті (з осідком в Ужгороді), заснована 1902 року замість Общества святого Василія Великого. Займалася також культурно-освітницькою працею, видавала журнал «Наука», «Слово Боже», угорською мовою «Греко-католицький огляд» (угор. «Görök-katholikus Szemle») та популярні книги. Діяла також в період між двома світовими війнами.